# Namandia periscelis
Namandia periscelis là một loài nhện trong họ Desidae. Chúng được miêu tả năm 1903 bởi Eugène Simon, và chỉ được tìm thấy ở Australia.